# Stazione di Bad Ragaz
La stazione di Bad Ragaz (in tedesco Bahnhof Bad Ragaz) è una stazione ferroviaria a servizio del comune svizzero di Bad Ragaz sulla linea Coira-Rorschach.

## Storia
La stazione fu attivata il 1º luglio 1858, in occasione dell'apertura della tratta Coira-Rheineck della ferrovia Coira-Rorschach.

## Strutture e impianti
La stazione dispone di 3 binari dotati di marciapiede per il servizio passeggeri. È dotata di un fabbricato viaggiatori e una pensilina.

## Movimento
La stazione è servita da treni a cadenza semioraria sulla relazione Coira - Sargans (linea S12 della rete celere di Coira), treni a cadenza oraria InterRegio (IR 13) sulla relazione Zurigo Centrale - Coira via San Gallo e treni a cadenza oraria InterRegio IR 35 sulla relazione Berna - Coira via Zurigo Centrale.

## Servizi
Nella stazione sono presenti:
- Biglietteria automatica
- Negozi

Sono inoltre presenti parcheggi di interscambio e punti per il noleggio per automobili e biciclette.

## Interscambi
- Fermata autobus (Bad Ragaz, Bahnhof)[6]